# Sociaal Forum van België
Het Sociaal Forum van België (SFB) is een bijeenkomst van syndicaten, ngo’s, sociale bewegingen en actiegroepen in het kader van de andersglobalisme. Het is een nationaal initiatief in navolging van het Wereld Sociaal Forum en het Europees Sociaal Forum, en als zodanig vergelijkbaar met het Nederlands Sociaal Forum.

## Missie
Het SFB noemt zich een "open ontmoetingsruimte van organisaties en bewegingen van de burgersamenleving die zich verzetten tegen het neoliberalisme, tegen de dominantie van het kapitaal en elke vorm van imperialisme." De organisatie brengt meer dan honderd organisaties samen om na te gaan of er raakvlakken bestaan tussen elkaars acties en campagnes en samen te werken rond specifieke thema’s. Deelnemende organisaties zijn onder meer de nationale afdelingen van Greenpeace, Friends Of The Earth, Oxfam, Indymedia.
Volgens het SFB heeft het andersglobalisme opnieuw hoop gebracht voor mensen op aarde die vechten voor een rechtvaardige en egalitaire samenleving en tegen honger, uitbuiting en oorlog. Het SFB wil deze beweging uitbouwen en verbreden in België en bouwen aan een breed draagvlak voor progressieve maatschappelijke verandering.

## Lokale initiatieven
Ook op lokaal vlak zijn er sociale fora opgezet. De meest bekende zijn:
- Brussels Sociaal Forum;
- Mechels Sociaal Forum;
- Limburgs Sociaal Forum;
- Sociaal Jongerenforum Kempen;
- Sociaal Forum van Charerloi;
- Luiks Sociaal Forum.